# Gregorio Fuentes
Gregorio Fuentes (11. juli 1897 – 13. januar 2002 i Cojimar) var en cubansk kaptajn født på Lanzarote på De kanariske øer, hvorfra han som seksårig flyttede med familien til Cuba.
I 1928 mødte Fuentes forfatteren Ernest Hemingway, som hyrede ham som kaptajn på båden Pilar. På Cuba hørte Hemingway en historie om en gammel mand, der efter at have kroget en mægtig marlin kæmpede med den store fisk i dagevis. Da Hemingway senere satte sig til at skrive romanen Den gamle mand og havet, hentede han inspiration til fortællingens hovedperson, den gamle mand, i sin gamle ven Gregorio Fuentes.